# ألن جونسون
ألن جونسون (بالإنجليزية: Allen Johnson) مواليد 1 مارس 1971 في واشنطن العاصمة، هو قافز حواجز أمريكي متخصص في 110 متر حواجز. فاز بالميدالية الذهبية في بطولة العالم لألعاب القوى.

## الميداليات
| الميدالية | المسابقة                                    |
| --------- | ------------------------------------------- |
| ذهبية     | الألعاب الأولمبية الصيفية 1996              |
| ذهبية     | بطولة العالم لألعاب القوى 1995              |
| ذهبية     | بطولة العالم لألعاب القوى 1997              |
| ذهبية     | بطولة العالم لألعاب القوى 2001              |
| ذهبية     | بطولة العالم لألعاب القوى 2003              |
| برونزية   | بطولة العالم لألعاب القوى 2005              |
| ذهبية     | بطولة العالم لألعاب القوى داخل الصالات 1995 |
| ذهبية     | بطولة العالم لألعاب القوى داخل الصالات 2003 |
| ذهبية     | بطولة العالم لألعاب القوى داخل الصالات 2004 |
| فضية      | بطولة العالم لألعاب القوى داخل الصالات 2008 |

## روابط خارجية
- ألن جونسون على موقع الاتحاد الدولي لألعاب القوى (الإنجليزية)
- ألن جونسون على موقع الاتحاد الأمريكي لسباقات المضمار والميدان (الإنجليزية)
- ألن جونسون على موقع الاتحاد الأمريكي لسباقات المضمار والميدان (الإنجليزية)
- ألن جونسون على موقع الدوري الماسي (الإنجليزية)
- ألن جونسون على موقع اللجنة الأولمبية الدولية (الإنجليزية)
- ألن جونسون على موقع أوليمبيديا (الإنجليزية)
- ألن جونسون على موقع اللجنة الأولمبية والبارالمبية الأمريكية (الإنجليزية)